# Pont de Namêche
Le pont de Namêche est un pont routier enjambant la Meuse et reliant le village de Namêche à celui de Thon-Samson.